# 伊達村和
伊達 村和（だて むらより）は、江戸時代前期の大名。始め陸奥国仙台藩一門第三席・水沢伊達家5代（留守氏22代）当主。官位は従五位下・美作守。のち、新設された陸奥国中津山藩主となったが、わずか4年で改易された。

## 生涯

### 誕生から水沢伊達家時代
寛文元年（1661年）8月25日、仙台藩3代藩主・伊達綱宗の二男として、江戸の品川屋敷にて誕生。幼名は鶴千代。
寛文11年12月19日（西暦では1672年1月）、伯父で岩沼藩初代藩主・田村宗良を烏帽子親として元服し、田村顕孝（たむら あきたか）と名乗る。
延宝3年（1675年）3月、水沢伊達家4代当主・伊達宗景が跡継ぎ無くして死去すると、兄・綱村の意向により水沢伊達家に入嗣する。閏4月15日、家督を相続して5代当主となり、名を伊達顕孝と改め、延宝5年（1677年）9月18日には水沢要害への入部に伴い、兄・綱村から一字を受けて村任（むらとう）に改名する。同年、三沢宗直の娘・於常（母方の従妹）を正室に迎える。村任は藩主・綱村の同母弟であって家督相続以後たびたび加増され、貞享元年（1684年）3月には知行高が21635石に達した。これは水沢伊達家の歴代を通じて最大の石高であった。
村任は、一気に増大した所領の整備に努め、特に千田堤・寿安堰の改修など治水面に力を注いだ。また、水沢伊達家の家臣団は旧来の留守家譜代のみならず、のちに伊達家・黒川家・国分家などから加わった家も多く、派閥間抗争が絶えなかったので、元禄3年（1690年）1月11日に『留守家条々』八か条を制定して家中の引き締めを図った。

### 中津山藩主時代から死去まで
元禄8年（1695年）7月6日、兄・綱村から3万石を分知されて中津山藩主となり、村和と改名する。水沢伊達家の家督は甥・吉之助に譲り、水沢を離れて江戸に出府する。同年12月18日、従五位下・美作守に叙任される。
村和は、元禄9年（1696年）には徳川家綱の17回忌における公家接待役を務めるなどしたが、元禄12年（1699年）9月9日、江戸城へ登城する行列の前を横切った旗本・岡孝常に供回りの者が怪我を負わせたため（土器町事件）、9月26日には謹慎を命じられ、10月28日には兄・綱村の願いもあり、改易に追い込まれた。結局村和は一度も藩庁・中津山陣屋に入部することがなかった。
村和の身柄は兄・綱村に預けられることになり、宮城郡野村に逼塞を命じられ、毎年金200両・米2000石を支給された。逼塞処分は20年に及び、享保4年（1719年）12月18日、ようやく罪を許され、翌享保5年（1720年）9月24日には出家して定岳と号した。
享保7年（1722年）6月29日死去。享年62。同年9月、長男の村詮が一門の家格に列し、川崎要害を拝領して2000石を知行し、子孫は幕末まで同地を治めた（川崎伊達家）。

## 系譜
- 父：伊達綱宗（1640年 - 1711年）
- 母：三沢初子（1640年 - 1686年） - 浄眼院殿了岳日巌大姉、三沢清長の娘
- 兄弟姉妹
  - 長男：伊達綱村（1659年 - 1719年）
  - 次男：伊達村和
  - 三男：伊達宗贇（1665年 - 1711年）
  - 長女：夏姫 - 清子、伊達基実正室、のち伊達村隆正室
  - 四男：伊達村直（1666年 - 1709年）
  - 次女：類姫 - 伊達村元正室
  - 三女：三姫 - 中村成義室
  - 四女：千姫 - 早世
  - 五女：智恵姫 - 立花貞晟正室、のちに離縁
  - 六女：綺羅姫 - 伊達綱村養女、本多康命正室
  - 七女：那礼姫 - 早世
  - 五男：伊達菊之允 - 早世
  - 八女：牟須姫 - 早世
  - 六男：伊達吉十郎 - 早世
  - 九女：由布姫 - 早世
  - 十女：多家姫 - 早世
- 養父：伊達宗景（1651年 - 1675年）
- 正室：於常 - 三沢宗直の娘
  - 男子：伊達卯三郎
  - 次男：三沢村清（1707年 - 1765年） - 三沢村為の養子
  - 女子：しほ - 白河村広室
  - 女子：律道 - りつ、伊達村詮養女、伊達村敏正室
- 側室：信愛院
  - 長男：伊達村詮（1697年 - 1744年） - 川崎伊達家初代
- 側室：清心院
  - 男子：伊達駒五郎
  - 男子：伊達村倫（1715年 - 1742年） - 登米伊達村永養子
- 養子
  - 男子：伊達村景（1690年 - 1753年） - 涌谷伊達村元の次男。水沢伊達家を相続

```
　　　　　　┏三沢宗直━━━於常
三沢清長━━┫　　　　　　　　┣━━━━━━三沢村清
　　　　　　┗初子　　　　┏伊達村和（村任）
　　　　　　　　┣━━━━┫
　　　　　　　伊達綱宗　　┗類姫
　　　　　　　　　　　　　　　┣━━━━━━伊達村景
　　　　　　　　　　　　　　伊達村元

```